# Зубарев, Владислав Константинович
Владислав Константинович Зубарев (1937—2013) — художник, шестидесятник, один из представителей послевоенной волны русского авангарда, участник студии «Новая реальность», основатель студии «Темпоральная реальность».

## Биография
Родился в Смоленске в семье педагогов-биологов. В 1960 году окончил факультет прикладного искусства Московского текстильного института. После окончания института работал в ВИАЛЕГПРОМе, ездил в командировки в Среднюю Азию, Прибалтику, Дагестан. География поездок отразилась во множестве зарисовок и графических листах. Благодаря работе в ВИАЛЕГПРОМе получил возможность принять участие в белютинских творческих поездках на пароходах по Волге.
После встречи с Белютиным большая часть жизни Зубарева проходила в студии «Новая реальность». Он сам делил свою жизнь на две неравные части — до и после встречи с Учителем. 1970-е годы для Зубарева стали переходным периодом. В это время он уже не просто сложившийся художник. Он стремительно набирает теоретический потенциал. В 1978 году Зубарев покидает студию Белютина и создает свою мастерскую, которая в 1980-х годах получила название «Темпоральная реальность».
Зубарев не дублировал белютинскую студию, он давал своим ученикам больше свободы и независимости. На занятиях он ставил им относительно умозрительную цель, не давая точных указаний, как её достичь. Метод преподавания Зубарева основывался на процессуальности, а не на конечном результате. Теоретическая программа строились вокруг проблемы времени в искусстве.

### «Темпоральная реальность»
«Темпоральная реальность» — термин, введенный Зубаревым в 1980-х годах. Такое же название тогда получила и его студия. Согласно теории о темпоральной реальности, темпоральное искусство — это искусство, которое воплощает временные категории. В своей книге «Темпоральная реальность», вышедшей в 2005 году, Зубарев приводит свои разновидности времени:
- Плоское время — избыточное время. Присутствует всегда и во всем. Каждое его мгновение замыкается на вечность. Проявляется как в калейдоскопе.
- Изогнутое время — искаженное или возмущенное время. Результат совмещения разных координат.
- Разорванное время — совпадает с пространством, его событиями и объектами, разрываясь по субъектам.
- Реликтовое время — время до человека (постоянное прошлое), протовремя. Равнодушный рисунок, поверхность, зеркало.
- Фактическое время — человеческое время (постоянное настоящее), конкретное время. Рисунок символических мощных деталей.
- Световое время — автономное живое постчеловеческое время (постоянное будущее), поствремя. Рисунок конструкции[2].

Владимир Зубарев умер в 2013 году. Похоронен на Перловском кладбище.

## Искусство
Смену десятилетий в творчестве Зубарева легко проследить по характеру живописи. Его работы периода белютинской студии (до 1977 года) полны экспериментальным азартом. Это плотная, богато разработанная в цвете, страстная и рациональная одновременно живопись.
После ухода из студии Белютина Зубарев активно работает над вопросами времени в искусстве. Холст становится для художника ареной борьбы материального и временного, духовного. Духовное начало в искусстве становится для него главным. Работы этого периода отличаются мощной динамичной экспрессией, но сама живопись становится менее тяжелой и плотной. Зубарев все чаще берется за монотему и целостный образ. Стремясь к передаче времени пространством, Зубарев начинает тяготеть к разработке серий или циклов. В 2000-е годы Зубарев приходит к беспредметной, почти полностью абстрактной живописи. Она очень живая, нарушаемая лишь энергичным, нервным выходом, — рисунком детали, знака, криптограммы или символа.

## Выставки
- 1962 — выставка 30-летия МОСХа в Манеже, Москва
- 1960—1970 гг. — выставки «Новой реальности» в Абрамцево.
- 1969 год — совместная выставка[4] с Л. Грибковым. Вспольный пер., д. 1, Москва.
- 1989 — выставка живописи, скульптуры и графики, вместе с 25 художниками студии «Темпоральная реальность». (Первая выставка студии «Темпоральная реальность»). ЦДХ, Москва.
- 1990 — выставка «От Манежа до Манежа. Новая реальность», совместно с художниками «Новой реальности». ЦВЗ Манеж, Москва.
- 2005 — выставка студии В. Зубарева « Темпоральная реальность». Государственный центр современного искусства, Москва.
- 2006 — персональная выставка «Образы Темпорального искусства». Культурный центр ДОМ, Москва.
- 2006 — Зал Э. Белютина, В. Зубарева — постоянная экспозиция. Выставочный зал «Инфопространство», Москва.
- 2006 — Постоянная экспозиция «В. Зубарев. Скульптура, живопись, графика». Галерея «Синергия», Москва.
- 2007 — «Нонконформисты на Красной площади». Государственный Исторический Музей, Москва.
- 2009 — выставка, посвященная 30-летию студии «Темпоральная реальность». Музейный центр Российского государственного университета РГГУ, Москва.
- 2011 — Темпоральная реальность. В. Зубарев и ученики. Музей современного изобразительного искусства на Дмитровской, Ростов на Дону.
- 2011 — Владислав Зубарев и сподвижники. Галерея Л, Москва.
- 2021 —У времени в плену. Студия «Темпоральная реальность»

На вернисаже выступил знаменитый джазовый пианист Лев Кушнир. Прозвучали его музыкальные импровизации на темы картин современных художников. В рамках выставки Владимир Виноградов провёл серию мастер-классов, посвященных методикам студии «Темпоральная реальность».